# Wabag
Wabag è una cittadina della Papua Nuova Guinea e capoluogo della Provincia di Enga. Situata a 1.980 metri s.l.m conta 4.072 abitanti.